# Suchitra Sen
Suchitra Senⓘ (bengalisch সুচিত্রা সেন Sucitrā Sen, bürgerlich Roma Sen, geborene Roma Dasgupta; * 6. April 1931 in Pabna, Bengalen (heute Bangladesch); † 17. Januar 2014 in Kalkutta, Westbengalen) war eine indische Filmschauspielerin. Sie war die bekannteste Schauspielerin des bengalischen Unterhaltungsfilms neben Uttam Kumar, mit dem sie über 20 Jahre ein beliebtes Filmpaar bildete.

## Leben
Suchitra Sen begann 1952 beim Film und hatte bereits im folgenden Jahr in Sharey Chuattar den ersten Auftritt mit Uttam Kumar. Für mehr als 20 Jahre galten beide als Traumpaar des bengalischen Kinos für romantische Melodramen wie Sagarika (1956) und Saptapadi (1961).
Einer ihrer bemerkenswertesten Filme ist Deep Jweley Jai (1959) von Asit Sen. Sen spielt die Krankenschwester Radha in einem psychiatrischen Krankenhaus. Ihr vorgesetzter Psychiater vertritt die These, es sei hilfreich für die Patienten, wenn das Personal eine persönliche Beziehung zu ihnen aufbaute. Entgegen ihrem Willen lässt sich Radha darauf ein und erleidet, nachdem ihr Patient geheilt scheint, selbst einen Nervenzusammenbruch. Von diesem Film wurde 1969 ein Hindi-Remake unter dem Namen Khamoshi gedreht, in dem die Rolle der Radha von Waheeda Rehman übernommen wurde. Suchitra Sen trat 1963 gemeinsam mit Soumitra Chatterjee in Saat Pake Bandha von Ajoy Kar auf und gewann für ihre Darstellung den Preis für die Beste Schauspielerin auf dem Internationalen Filmfestival in Moskau.
Im Hindi-Film spielte Sen nur selten. Ihre erste Rolle in einem Bollywood-Film übernahm sie in Bimal Roys Devdas (1955) an der Seite von Dilip Kumar. Sie drehte mit Hrishikesh Mukherjee, Raj Khosla, Dev Anand und Sanjeev Kumar, doch aufgrund leichter Probleme mit der fremden Sprache wurde sie im Hindi-Film nie heimisch.
1978 zog sich Suchitra Sen gänzlich vom Filmgeschäft zurück und lebte von den Medien abgeschieden. Sie starb am 17. Januar 2014 in einer Klinik in Kalkutta.
Ihre Tochter Moon Moon Sen und ihre Enkelinnen Raima Sen und Riya Sen sind ebenfalls Schauspielerinnen.

## Filmografie
- 1952: Shesh Kothai
- 1953: Sharey Chuattar
- 1953: Sat Number Kayedi
- 1953: Kajari
- 1954: Atom Bomb
- 1954: Ora Thake Odhare
- 1954: Dhuli
- 1954: Maraner Pare
- 1954: Sadanander Mela
- 1954: Annapurnar Mandir
- 1954: Agni Pareeksha
- 1954: Grihapravesh
- 1954: Balay Gras
- 1954: Bhagwan Shri Krishna Chaitanya
- 1955: Sanjher Pradeep
- 1955: Devdas
- 1955: Sajghar
- 1955: Shap Mochan
- 1955: Mejo Bou
- 1955: Bhalobasha
- 1955: Sabar Uparey
- 1956: Sagarika
- 1956: Shubharatri
- 1956: Ekti Raat
- 1956: Trijama
- 1956: Shilpi
- 1956: Amar Bou
- 1957: Harano Sur
- 1957: Chandranath
- 1957: Pathe Holo Deri
- 1957: Jiban Trishna
- 1957: Musafir
- 1957: Champakali
- 1958: Rajalakshmi-o-Shrikanta
- 1958: Indrani
- 1958: Surya Toran
- 1959: Chaowa-Pawa
- 1959: Deep Jweley Jai
- 1960: Hospital
- 1960: Sarhad
- 1960: Bambai Ka Babu
- 1960: Smriti Tuku Thak
- 1961: Saptapadi
- 1962: Bipasha
- 1963: Saat Pake Bandha
- 1963: Uttar Falguni
- 1964: Sandhya Deeper Sikha
- 1966: Mamata
- 1967: Grihadah
- 1969: Kamallata
- 1970: Megh Kalo
- 1971: Fariyad
- 1971: Nabaraag
- 1972: Alo Amar Alo
- 1972: Haar Mana Haar
- 1973: Shravan Sandhya
- 1974: Debi Choudhrani
- 1975: Priya Bandhabi
- 1975: Aandhi
- 1976: Datta
- 1978: Pronoy Pasha